# 日本落叶松
日本落叶松（學名：Larix kaempferi）是落叶松属下的一个物种。是日本的特有種植物，分布在日本本州中部地方和关东地方。學名中的種加詞是纪念在日本有重大貢獻的德國植物學者恩格尔贝特·肯普弗。

## 描述
日本落葉松是種中至大型的落葉性針葉樹，可高達20至40米，樹幹約闊1米。樹冠呈廣錐形，由中央主幹生出的橫生支均勻水平狀，邊陲的支條只有少數彎垂，樹形優美。枝分長短兩形，長枝可長10至50厘米，上有數枚芽，葉片單立散生；短枝僅長1至2厘米，芽一枚，葉片放射狀簇生。葉針狀，淡藍綠色，2至5厘米長，臨秋落葉時則轉為黃到橙色，留下光禿禿的粉棕色支幹。
毬果直立，卵圓錐形，長2至3.5厘米，有30至50片下彎的果鱗；初為綠色，在傳粉過程4至6個月後漸熟，顏色轉為褐色，並開始裂開並散出種子。老毬果會留在樹身上多年，顏色則轉為灰黑。

## 生境及分佈
野生日本落葉松僅分佈於日本本州中部地方和关东地方，海拔500至2900米高的火山山脊上。在排水良好的土壤上生長得較好，水浸及過多水份的泥土會嚴重影響其生長。

## 用途
日本落葉松是重要的森林植林樹種，除了在日本中部及北部有廣泛種植外（包括北海道地區），在歐洲北部也廣泛種植，特別是在英倫諸島上。木材堅硬耐用，常在一般工程中使用。小枝也常用在鄉間的圍欄上。

## 外部連結
- 日本落葉松，裸子植物數據庫

## 圖庫

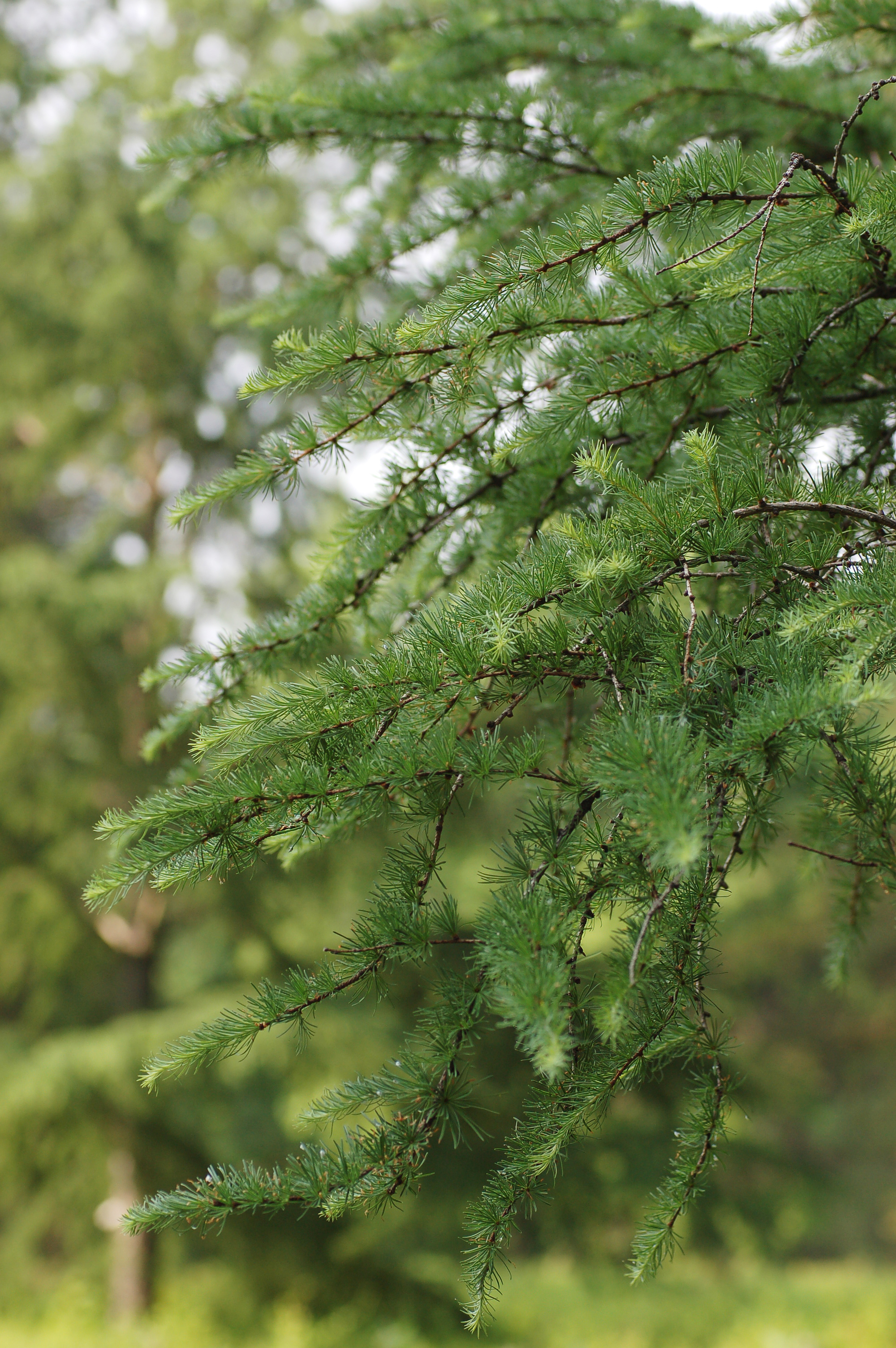
枝幹
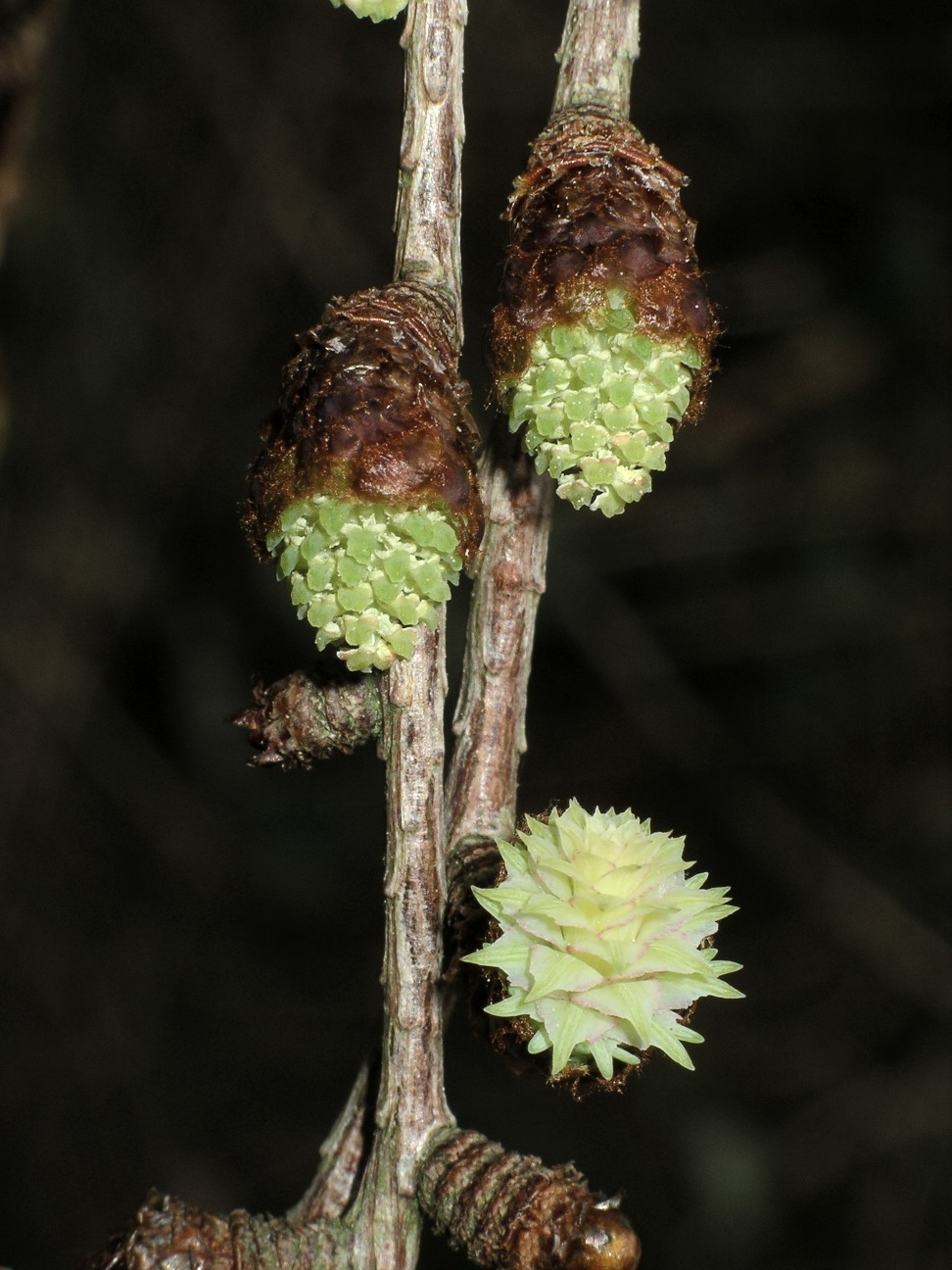
雄花毬（上兩個）及未成熟雌花毬（下方）
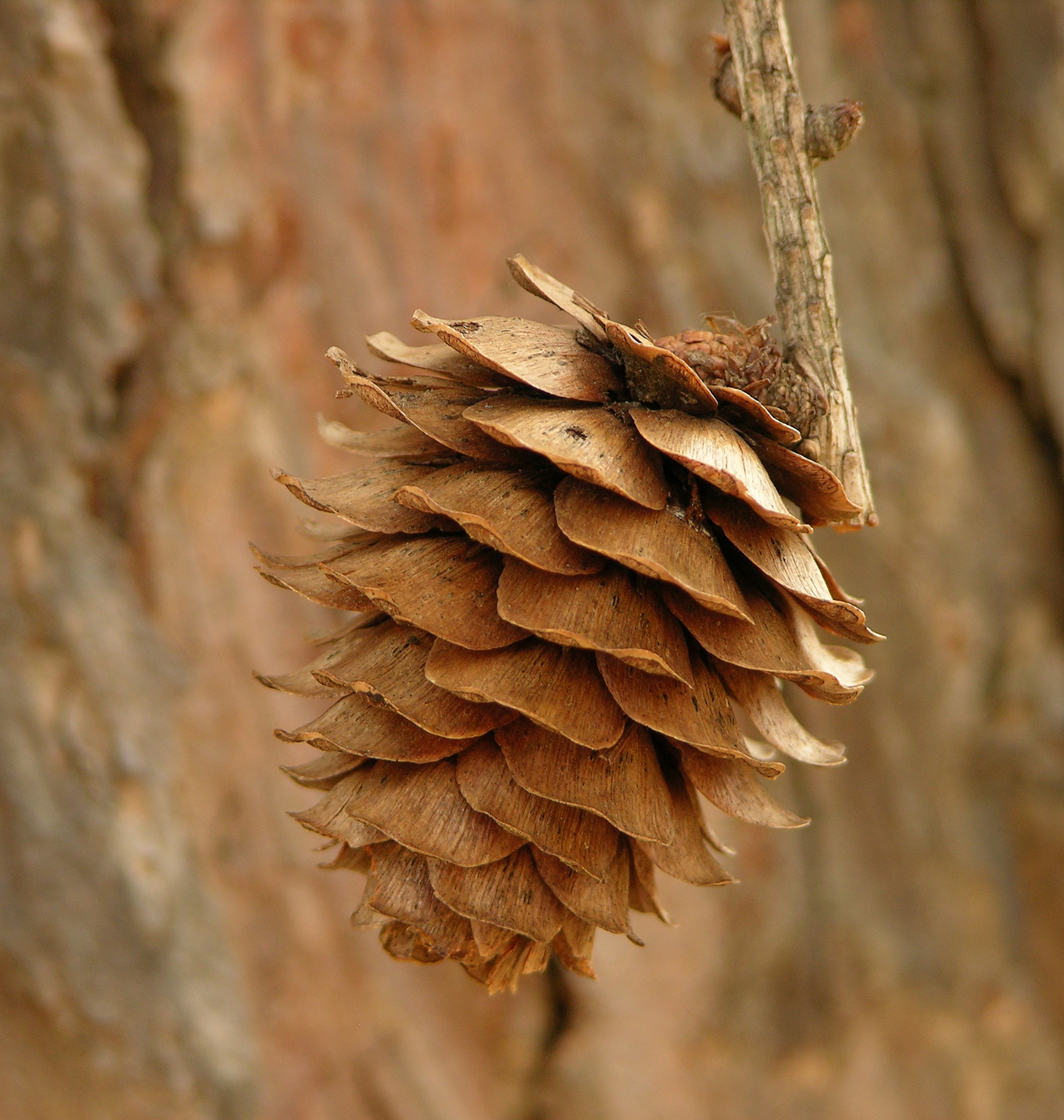
乾的毬果
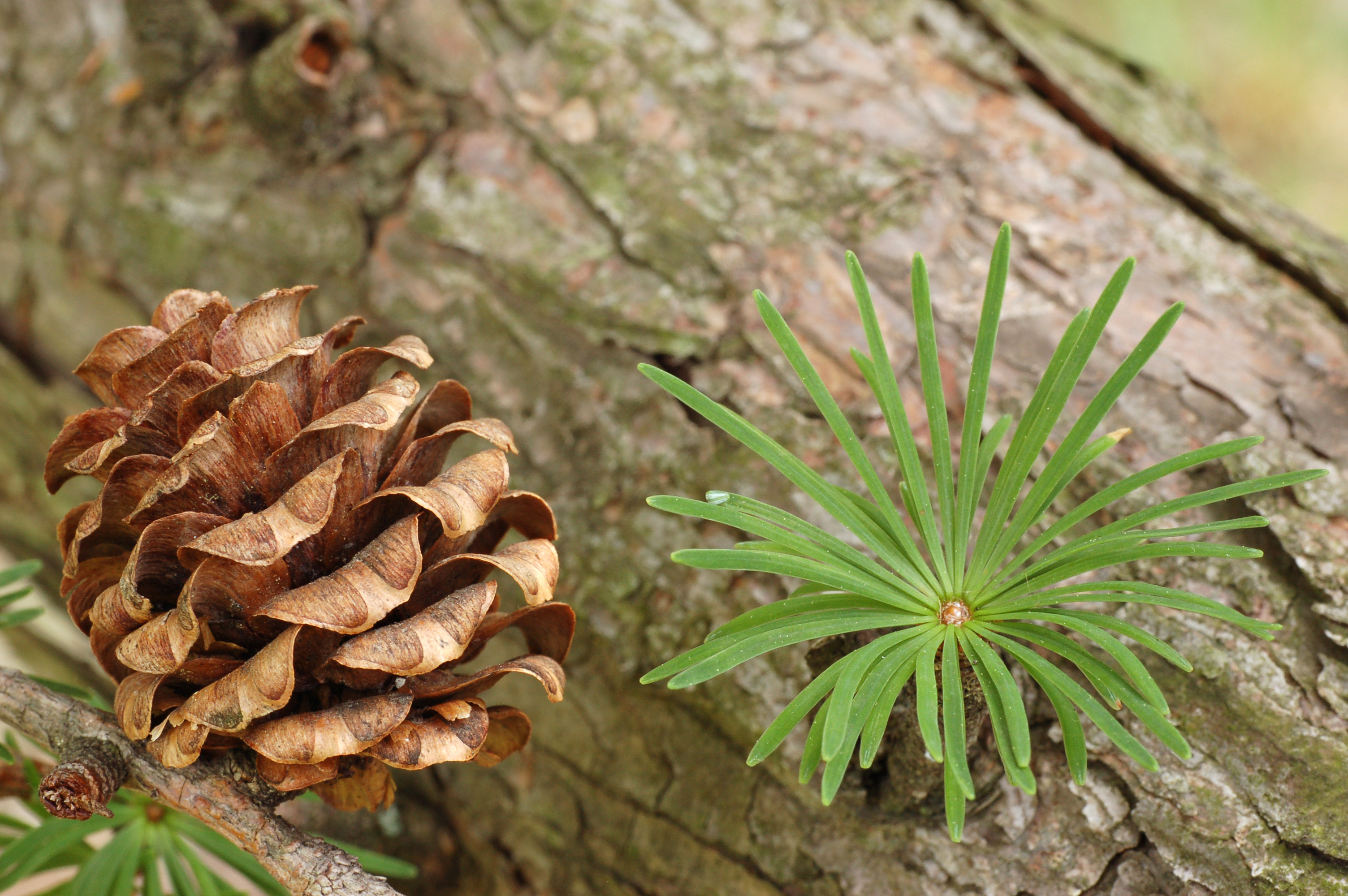
毬果及幼枝